# 190 (programa de televisão)
190 é um programa jornalístico policial, que vai ao ar pela TV Transamérica, canal 59.1, e pela Rede CentralTV, canal 525 da NET. 

## História

### Primeira fase

Logotipo do programa na sua primeira fase

Estreou em 1º de julho de 1996 apresentado por Carlos Massa, conhecido como Ratinho, contando com equipes em São Paulo, Rio de Janeiro e Paraná (equipe do programa "Cadeia"). Mostrava homicídios, tráfico de entorpecentes, roubos e oferecia prestação de serviços. Alcançou grande sucesso com seu primeiro apresentador Ratinho.
O programa passou a ser feito antes um auditório a partir do dia 28 de julho de 1997. Os críticos do programa o consideravam, entre outros, muito polêmico e extremamente apelativo, pois mostrava corpos ensanguentados, “desrespeitava” (segundo seus critérios) o “direito individual dos bandidos” e “os comentários do apresentador Ratinho incitavam à violência”.
O programa foi transmitido até o final do ano de 1997, quando Ratinho mudou de emissora de TV, indo para a Rede Record. Também foi apresentado por Wagner Montes (falecido em 2019) e Augusto Canário.

### Segunda fase
O 190 voltou em 14 de março de 2003, sob o comando de Roberto Aciolli. Em 2011, chegou a ter uma versão exclusiva para o Rio de Janeiro, que foi extinta e foi posteriormente substituída por uma edição do Balanço Esportivo. 
Em 2014, devido ao arrendamento da emissora a Igreja Universal, o jornal passa a ser exibido em dois horários: das 8h às 9h, para o Paraná e das 22h às 22h30 (em abril, passou a ser exibido das 22h às 22h40 e em junho foi para o horário das 21h45 às 22h25, porém em julho voltou ao seu horário antigo de 22h às 22h40) para toda a rede. 
Ao lado de Aciolli, apresentava seu filho, Cristiano Santos. Contava também com a participação da Doutora Sonia Inglat, com dicas de trânsito. O programa deixou de ser exibido nacionalmente em 15 de junho de 2018, mesmo ano em que passou a ser exibido em qualidade digital, mantendo apenas a edição local pro Paraná, pela manhã, das 8h às 9h. 
Com o pai desde a estreia, em dezembro de 2018, um dos apresentadores do Programa e filho de Roberto Aciolli, Cristiano Santos, anunciou nas redes sociais o desligamento do jornalismo da Rede CNT.

### Terceira fase
Em 14 de junho de 2019, após 16 anos no ar, foi exibido a última edição do Programa 190 pela CNT, pois o apresentador Roberto Aciolli não entrou em acordo com a emissora para a renovação de contrato, sendo o programa transferido para outras duas emissoras voltando a ter duas edições diárias, uma em cada emissora.
O 190 estreou na segunda-feira seguinte, no dia 17 de junho de 2019, na Rede CentralTV, canal 525 da NET, em uma edição de uma hora. A segunda edição passou a ser exibida em TV aberta, na TV Transamérica, canal 59.1. O Programa passou a ter uma hora e meia de duração.